# Walter Paz
Walter Javier Paz (Buenos Aires, 4 de marzo de 1973) es un exfutbolista argentino. Jugaba de delantero y jugó en diversos equipos de Argentina, Chile y en equipos europeos como el Gil Vicente y FC Oporto.

## Trayectoria
Inició su carrera en Argentinos Juniors y gracias a sus actuaciones se ganó la convocatoria a la selección que participó de la Copa Mundial de Fútbol Juvenil de 1991, en el que fue nominado como el mejor volante.
En 1994 lo compró el FC Oporto. Primero fue cedido al Gil Vicente FC y luego a Club Atlético Huracán para disputar la temporada 1995/96.
En 1996 tuvo un breve paso por O’Higgins de Chile y en 1997, después de jugar en el Dundee United de Escocia, se sumó a All Boys para comenzar a comenzar deambular por la Primera B Nacional. Luego de dos temporadas se incorporó a Quilmes para afrontar la temporada 1999/00 y más tarde pasó por Brown de Arrecifes y Tiro Federal de Rosario.
En los últimos años vistió los colores de Estudiantes de Río Cuarto, Gimnasia y Esgrima de Concepción del Uruguay, Banfield de San Pedro, Comisión Atlética de Juveniles de El Calafate y Boxing Club de Río Gallegos.

## Clubes
| Club                                      | País      | Año       |
| ----------------------------------------- | --------- | --------- |
| Argentinos Juniors                        | Argentina | 1989-1994 |
| FC Oporto                                 | Portugal  | 1994-1995 |
| → Gil Vicente (cedido)                    | Portugal  | 1995      |
| → Huracán (cedido)                        | Argentina | 1995-1996 |
| O'Higgins                                 | Chile     | 1996      |
| Dundee United                             | Escocia   | 1996-1997 |
| All Boys                                  | Argentina | 1997-1999 |
| Quilmes                                   | Argentina | 1999-2000 |
| Almirante Brown de Arrecifes              | Argentina | 2000-2001 |
| Cobresal                                  | Chile     | 2001      |
| Tiro Federal                              | Argentina | 2002-2004 |
| Estudiantes de Río Cuarto                 | Argentina | 2005-2006 |
| Gimnasia y Esgrima de Concepción          | Argentina | 2006      |
| Banfield (San Pedro)                      | Argentina | 2007      |
| Comisión Atlética Juveniles (El Calafate) | Argentina | 2009      |
| Boxing Club (Río Gallegos)                | Argentina | 2010      |

## Palmarés
| Título             | Club         | País      | Año     |
| ------------------ | ------------ | --------- | ------- |
| Torneo Argentino A | Tiro Federal | Argentina | 2002-03 |